# Hyssia sminthistis
Hyssia sminthistis är en fjärilsart som beskrevs av George Francis Hampson 1913. Hyssia sminthistis ingår i släktet Hyssia och familjen nattflyn. Inga underarter finns listade i Catalogue of Life.